# دیمین داف
 دیمین داف  (به انگلیسی: Damien Duff) (زاده ۲ مارس ۱۹۷۹ - بالی‌بودن) بازیکن فوتبال اهل ایرلند جنوبی است. وی سابقه عضویت در باشگاه‌های بلکبرن راورز، چلسی و فولهام را دارد.
همچنین وی ۱۰۰ بازی و ۸ گل ملی در کارنامه دارد و در جام جهانی فوتبال ۲۰۰۲ حضور داشته‌است.

## افتخارات

### باشگاهی
بلکبرن راورز
- جام اتحادیه: ۰۲–۲۰۰۱

چلسی
- لیگ برتر انگلستان: ۰۵–۲۰۰۴، ۰۶–۲۰۰۵
- جام اتحادیه: ۰۵–۲۰۰۴
- جام خیریه انگلیس: ۲۰۰۵
- جام حذفی: ۰۷–۲۰۰۶
- نایب قهرمان لیگ قهرمانان اروپا: ۲۰۰۸

نیوکاسل
- جام اینترتوتو: ۲۰۰۶

فولهام
- نایب قهرمان جام یوفا: ۲۰۱۰